# كزافييه لوفيفر
كزافييه لوفيفر (بالفرنسية: Jean-Xavier Lefèvre )‏ (و. 1763 – 1829 م) هو ملحن، وعازف كلارينيت، وعالم موسيقى، ومعلم موسيقى من سويسرا، وفرنسا، ولد في لوزان، يستخدم آلات كلارينيت، توفي في باريس، عن عمر يناهز 66 عاماً.

## جوائز
حصل على جوائز منها:
- وسام جوقة الشرف من رتبة فارس.

## روابط خارجية
- كزافييه لوفيفر على موقع ميوزك برينز (الإنجليزية)